# Онрубія
Онрубія (ісп. Honrubia) — муніципалітет в Іспанії, у складі автономної спільноти Кастилія-Ла-Манча, у провінції Куенка. Населення — 1761 особа (2010).
Муніципалітет розташований на відстані близько 150 км на південний схід від Мадрида, 50 км на південь від Куенки.

## Демографія
Динаміка населення (INE ):

## Галерея зображень

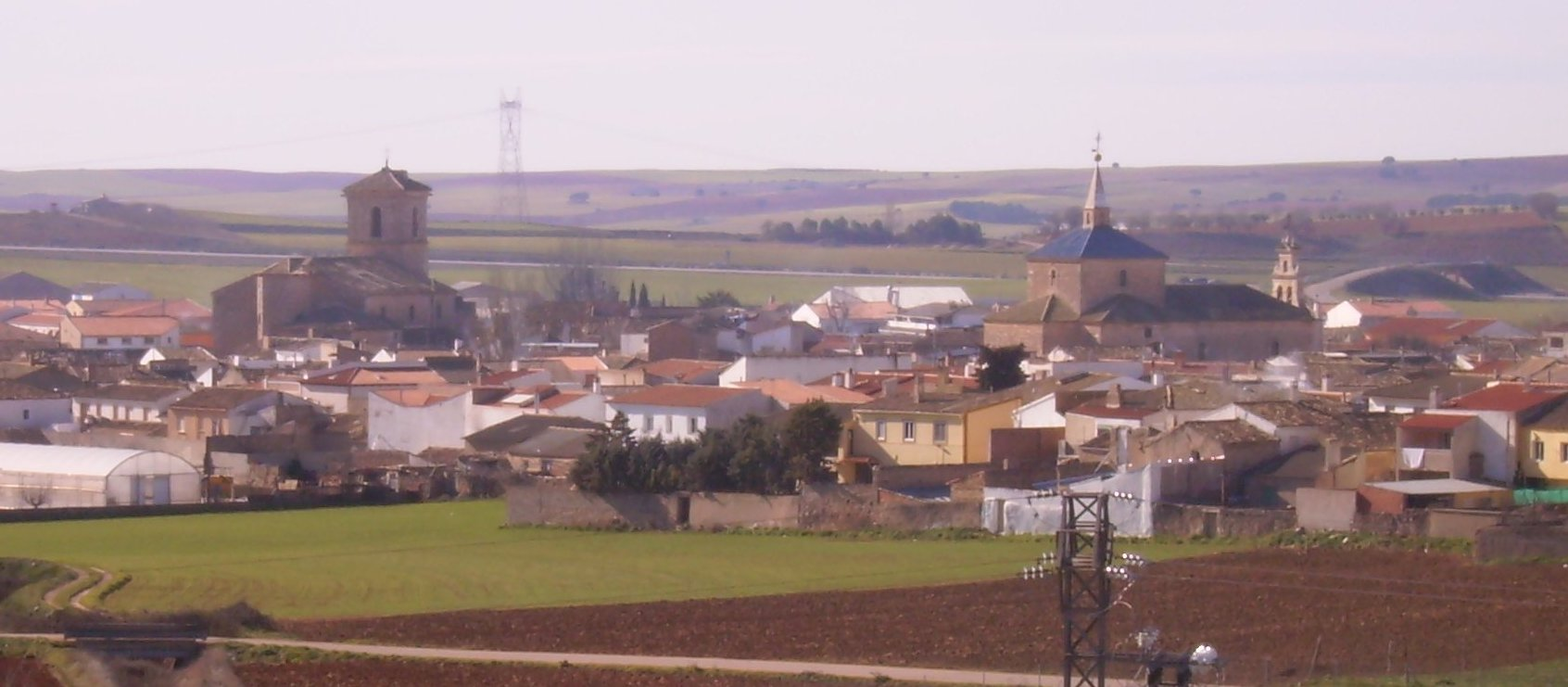
Онрубія